# Mattia Cocco
Mattia Cocco (Valdagno, 27 luglio 1984) è un hockeista su pista italiano, difensore dell'Hockey Breganze.
È fratello maggiore di Giulio Cocco.

## Carriera
Dopo aver militato nelle categorie giovanili di Valdagno, esordisce in serie A1 con il Trissino nella stagione 2003-2004. Nella stagione successiva gioca a Novara e nel 2005-2006 è all'Hockey Valdagno 1938. Dopo due stagioni al Breganze ritorna al Valdagno dove vince due scudetti, una coppa Italia e due supercoppe italiane. Nel 2013 ritorna al Breganze dove vince una coppa Italia e una supercoppa italiana. Nel 2014 vince il campionato europeo con la nazionale italiana.

## Palmarès

### Giocatore

#### Club

##### Titoli nazionali
- Campionato italiano: 2

Valdagno: 2011-2012, 2012-2013
- Coppa Italia: 2

Valdagno: 2012-2013
Breganze: 2014-2015
- Supercoppa italiana: 3

Valdagno: 2011, 2012
Breganze: 2015

#### Nazionale
- Campionato europeo: 1

Alcobendas 2014